# 101 Tower (небоскрёб)
Бизнес-центр «101 Tower» — многофункциональный небоскрёб «класса А» в Киеве (улица Гетмана Павла Скоропадского, 57).

## История строительства
Строительство небоскрёба началось в апреле 2009 года.
В июле 2010 года научно-технический совет при Министерстве регионального развития и строительства одобрил предложение заказчика и девелопера о снижении числа этажей с 34 до 27 этажей. Из-за снижения этажности высота здания уменьшилась со 125,5 до 113,6 метра. Из-за неровного рельефа высота здания составила 116,1 м с одной стороны, и 113,6 м — с другой.
Строительство самого здания завершилось в ноябре 2011, однако отделочные работы шли до мая 2012 года.

## Характеристика
Здание построено в стиле архитектурного модернизма.

### Распределение этажности
| Размещение                         | Этажи  | Площадь этажа | Примечание |
| ---------------------------------- | ------ | ------------- | --- |
| Ресторан, офисные помещения        | 1      | 1 000 м²      | Собственная входная группа с главного фасада; Также на этаже расположится: банк «Юнисон Банк \| Юнісон Банк \| Unison Bank», салон красоты «Milk&Shake», лобби-бар, магазин, ресторан Wine City Grill, химчистка «KIMS».                                                                             |
| Паркинг, гостевая стоянка          | 2 — 4  | 8 974 м²      | 184 машино-мест. |
| Паркинг фитнес-центра «Sport Life» | 5      | 3 148 м²      | 56 машино-мест. |
| Фитнес-центр «Sport Life»          | 6      | 3 500 м²      | Бассейн с дорожками по 25 м; Очистка воды идет с помощью системы озонирования; Панорамный вид из торцевых залов; Банный комплекс: русская, римская и финская бани; Категории залов premium, business; Также на этаже находятся лобби-бар, салон красоты, кардиотеатр, солярий, кабинет массажа и др. |
| Конференц комплекс, столовая       | 7      | 765 м²        | .На 7 этаже есть 2 конференц зала (116 м² и 86 м²), рассадка от 20 до 180 человек, большая зона для кофе брейков, новое оборудование (проектор и звуковая система). |
| Офисы                              | 8 — 27 | 34 213 м²     | Samsung R&D, Nextiva, ДТЭК, визовый отдел Посольства Федеративной Республики Германия, представительство Rietumu Banka Latvia |

### Инфраструктура
Небоскрёб построен в центральном деловом районе Киева. Возле находятся Центральный и Южный железнодорожные вокзалы, также недалеко от бизнес-центра проходят более 10 маршрутов общественного транспорта. Станции метро «Вокзальная» и «Университет» находятся в 15 минутах ходьбы. В непосредственной близости находится стадион «Олимпийский», где в начале лета 2012 года проходил чемпионат Европы по футболу.

## События

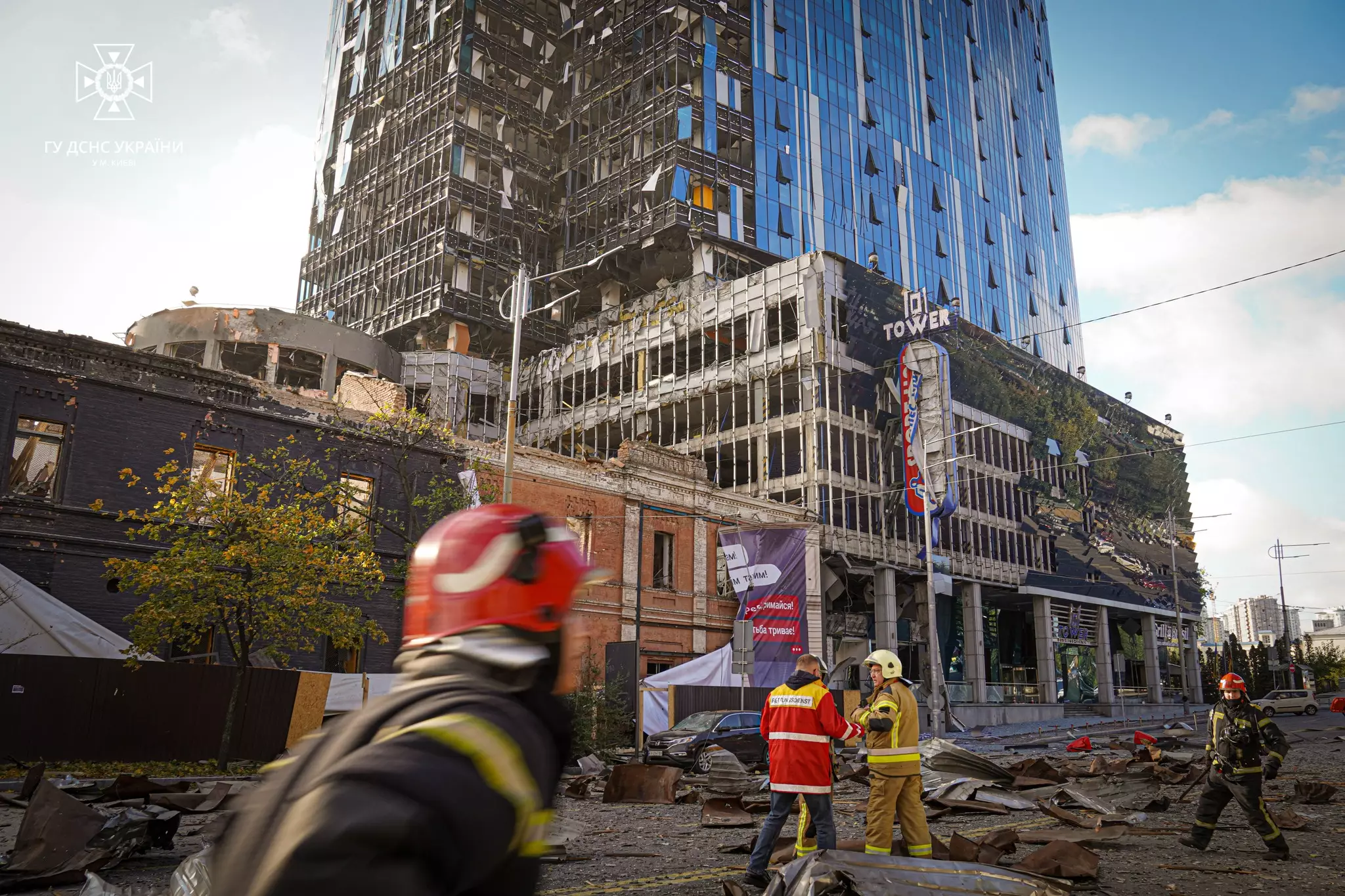
После российского ракетного удара 10 октября 2022 года

25 июня 2012 года в 22.00 на 7 этаже небоскрёба, где находится фитнес-центр, из-за короткого замыкания загорелся балкон. Через 8 минут после того, как служба МЧС узнала о пожаре, на место уже прибыли пожарно-спасательные подразделения, а через 15 минут пожар был полностью ликвидирован. Из-за пожара были повреждены утеплитель, закопчены стены и потолок балкона. Жертв и пострадавших во время пожара не было.
10 октября 2022 года во время массированного ракетного обстрела Украины небоскреб пострадал от попадания ракеты.